# کارول ناوروتسکی
کارول تادئوش ناوروتسکی (لهستانی: [ˈkarɔl naˈvrɔt͡skʲi] متولد ۳ مارس ۱۹۸۳) تاریخ‌دان، بوکسور و سیاستمدار لهستانی است که در ۱ ژوئن سال ۲۰۲۵ به عنوان رئیس‌جمهور منتخب لهستان انتخاب شد. او از سال ۲۰۲۱ رئیس مؤسسه یادبود ملی است. همچنین او از سال ۲۰۱۷ تا ۲۰۲۱ به عنوان مدیر موزه جنگ جهانی دوم در گدانسک خدمت کرد. پس از پیروزی در  انتخابات ریاست جمهوری لهستان در سال ۲۰۲۵ رئیس‌جمهور منتخب شد و در ۶ اوت ۲۰۲۵ رسماً رئیس‌جمهور لهستان می‌شود.
تحقیقات ناوروتسکی بر روی مخالفت‌های ضد کمونیستی در لهستان، جرایم سازمان‌یافته در جمهوری خلق لهستان و تاریخ ورزش متمرکز است. در فوریه سال ۲۰۲۴، او به عنوان یکی از افراد تحت تعقیب کشور روسیه به اتهامات جنایی در رابطه با اقدامات مربوط به حذف بناهای یادبود حضور ارتش سرخ در خاک لهستان در سال‌های ۱۹۴۴ تا ۱۹۸۹، در فهرست قرار گرفت. در تاریخ ۲۴ نوامبر ۲۰۲۴، ناوروتسکی توسط حزب قانون و عدالت (PiS) به عنوان کاندیدای مستقل برای انتخابات ریاست جمهوری ۲۰۲۵ لهستان معرفی و حمایت شد.
برنامه انتخاباتی ناوروتسکی «میهن‌پرستانه، طرفدار مسیحیت، طرفدار ناتو و مطلوب رئیس‌جمهور دونالد ترامپ» توصیف شده بود. ناوروتسکی از حفظ روابط نزدیک بین کلیسای کاتولیک لهستان و دولت لهستان حمایت می‌کند و از نظر ژئوپلیتیکی، او از تقویت بیشتر روابط لهستان با ایالات متحده و ناتو حمایت می‌کند، در حالی که با ادغام اروپا مخالف است.

## حرفه
ناوروتسکی از دانشکده تاریخ دانشگاه گدانسک فارغ‌التحصیل شد. او در سال ۲۰۱۳ دکترای خود را از آنجا دریافت کرد. در سال ۲۰۲۳، او تحصیلات تکمیلی MBA بین‌المللی در رشته استراتژی، برنامه و مدیریت پروژه را در دانشگاه فناوری گدانسک به پایان رساند.
او در سال‌های ۲۰۰۹ تا ۲۰۱۷ در مؤسسه یادبود ملی مشغول به کار بود و از سال ۲۰۱۳ تا ۲۰۱۷ ریاست شعبه دفتر آموزش عمومی آن در گدانسک را بر عهده داشت. او همچنین بین سال‌های ۲۰۱۱ تا ۲۰۱۷ به عنوان رئیس شورای منطقه سیدلسه در گدانسک خدمت کرد.
در سال ۲۰۱۷، او به عنوان مدیر موزه جنگ جهانی دوم در گدانسک منصوب شد، شغلی که تا سال ۲۰۲۱ در اختیار داشت. او سپس به مؤسسه یادبود ملی بازگشت و در ژوئن ۲۰۲۱ معاون رئیس آن شد. در ژوئیه ۲۰۲۱، او پس از انتخاب توسط سیم (مجلس لهستان) و تأیید سنای لهستان، به عنوان رئیس مؤسسه یادبود ملی منصوب شد.
کارول ناوروتسکی نویسنده یا از نویسندگان چندین کتاب و همچنین مقالات علمی و عمومی متعددی در مورد مخالفت ضد کمونیستی، جرایم سازمان‌یافته در جمهوری خلق لهستان و تاریخ ورزش است.
ناوروتسکی از نام مستعار «تادئوش باتیر» برای نوشتن کتابی دربارهٔ گانگستری که در لهستان کمونیستی دهه ۱۹۸۰ زندگی می‌کرد، استفاده کرده است. ناوروتسکی در سال ۲۰۱۸ در نقش تادئوش باتیر، با کلاهی بر سر و محو کردن چهره‌اش در تلویزیون، ظاهر شد و در آنجا گفت که ناوروتسکی «به من الهام بخشید» و تأکید کرد که چگونه ناوروتسکی «اولین کسی بود که جرایم سازمان‌یافته را در لهستان کمونیستی بررسی کرد.» در همین حال، ناوروتسکی در رسانه‌های اجتماعی نوشت که «تادئوش باتیر با من برای دریافت راهنمایی تماس گرفت» و «از من به خاطر کمکم در نوشتن کتابی جالب تشکر کرد که آن را توصیه می‌کنم.»

### انتخابات ریاست جمهوری ۲۰۲۵
در ۲۴ نوامبر ۲۰۲۴، ناوروتسکی توسط حزب قانون و عدالت به عنوان کاندیدای مستقل برای ریاست جمهوری لهستان در انتخابات ریاست جمهوری سال بعد معرفی و مورد حمایت قرار گرفت. او در دور اول که در ۱۸ مه ۲۰۲۵ برگزار شد، با ۲۹٫۱٪ آرا در جایگاه دوم قرار گرفت و در دور دوم که در ۱ ژوئن برگزار شد، با رافائل ترزاکوفسکی، نامزد حزب «پلتفرم مدنی»، روبرو شد.
در ۲ مه ۲۰۲۵، ناوروتسکی با دونالد ترامپ در دفتر بیضی شکل کاخ سفید ملاقات کرد.
در ۲۲ مه ۲۰۲۵، ناوروتسکی با اسلاومیر منتزن، که در دور اول انتخابات سوم شد، ملاقات کرد. بنا به گزارش‌ها، آنها در مورد امتیازات احتمالی که می‌توانست منجر به تأیید منتزن از ناوروتسکی شود، بحث کردند. منتزن مجموعه‌ای از هشت نکته  را برای امضا توسط یک نامزد ارائه داد، که توسط ناوروتسکی امضا شد.
مارک جاکوبیاک و مارک ووچ نامزدهای سابق ناوروتسکی را برای دور دوم تأیید کردند.
در روز ۱ ژوئن ۲۰۲۵، ناوروتسکی در دور دوم پیروز شد و ترزاکوفسکی را با اختلاف حدود یک درصد شکست داد.

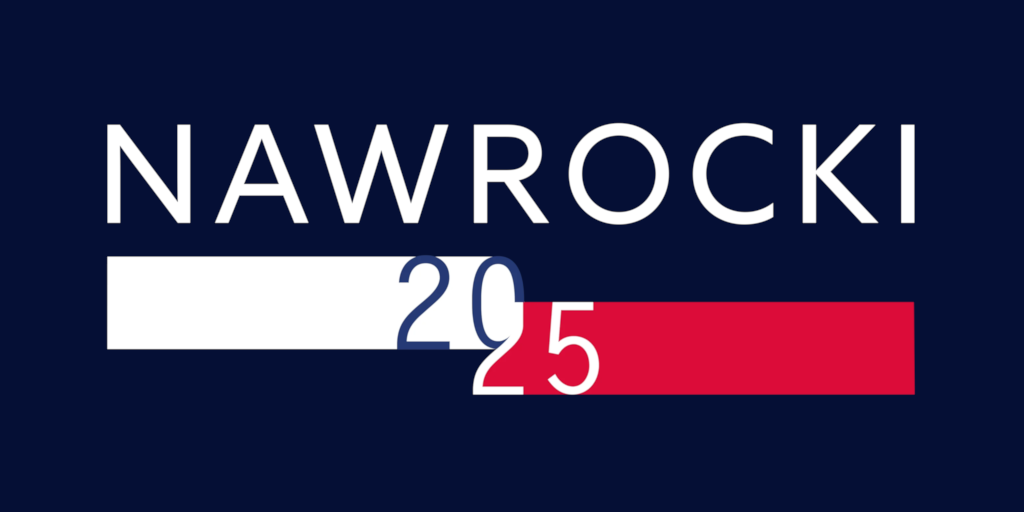
نشان کارول ناوروتسکی در کمپین ریاست جمهوری ۲۰۲۵

## بینش سیاسی

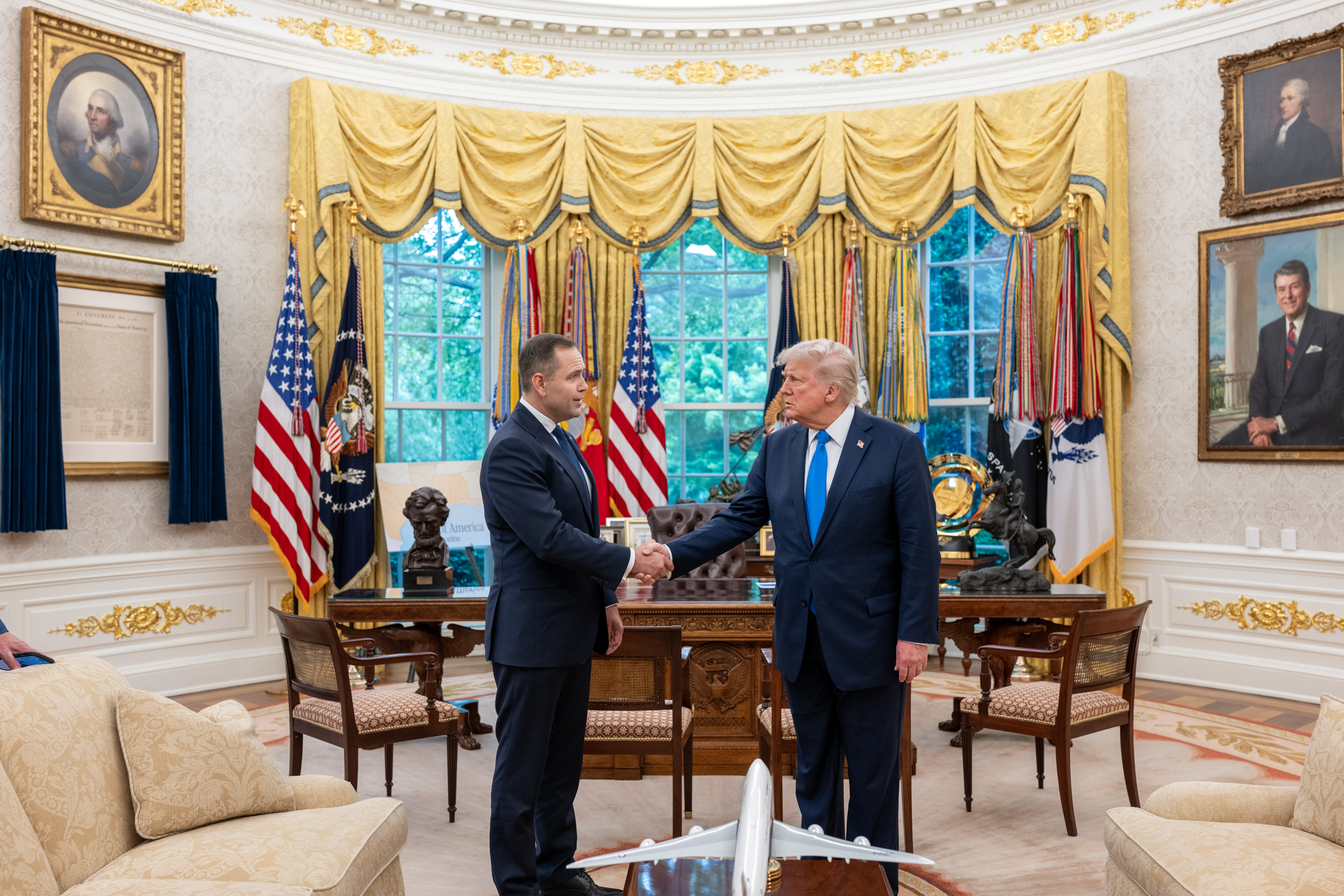
ناوروتسکی در حال احوالپرسی از دونالد ترامپ، رئیس‌جمهور ایالات متحده آمریکا، مه ۲۰۲۵

ناوروتسکی فردی غیرحزبی اما با دیدگاهی محافظه‌کارانه محسوب می‌شود. او خود را «نمایندهٔ اردوگاه میهن‌پرستان به معنای عام» توصیف می‌کند و تأکید می‌کند که هرگز به هیچ حزب سیاسی تعلق نداشته است. او خود را «کاندیدای مدنی» می‌داند که به «جنگ لهستان» پایان خواهد داد. او اعلام کرد که آماده است از «هر دولت لهستانی که خواستار نبش قبر قربانیان لهستانی در ولهینیا شود» حمایت کند و مسائل مربوط به تاریخ و پاسخگویی اجتماعی را به عنوان «خطوط مرزی» خود توصیف می‌کند.

### اقتصاد
در مورد مسائل اقتصادی، ناوروتسکی خود را حامی قوی تسلیحات و برنامه‌های سرمایه‌گذاری اجتماعی توصیف می‌کند. او در سخنرانی که در آن حمایت حزب قانون و عدالت را برای نامزدی خود پذیرفت، متعهد شد که تمام مالیات بر کار اضافه کاری را لغو کند و بر سرمایه‌گذاری‌های بزرگ اقتصادی تمرکز کند؛ او قویاً از پروژه بندر ارتباطی مرکزی حمایت می‌کند و طرح‌های منطقه صنعتی مرکزی و استوچنیا گدینیا را که در جمهوری دوم لهستان بین دو جنگ جهانی توسعه یافته بودند، ستود. ناوروتسکی شیفتگی خود را نسبت به سرمایه‌گذاری‌های بزرگ دیگر مانند کانال ویستولا اسپیت و ترمینال LNG سوینوویشچه ابراز کرد و می‌خواهد پروژه‌های مشابهی را دنبال کند.
او از برنامه‌های رفاهی حمایت می‌کند و با پذیرش یورو به عنوان واحد پول لهستان مخالف است. او بر کمبود حمل و نقل در لهستان تأکید می‌کند و متعهد شده است که زیرساخت‌های ریلی را در مناطق توسعه نیافته کشور توسعه دهد.
ناوروتسکی پیشنهاد می‌دهد که مالیات اضافی برای صاحبان سه آپارتمان و بیشتر وضع شود و خانواده‌های دارای فرزند از این مالیات معاف باشند.
او به کاهش سهم دونالد توسک در بودجه مراقبت‌های بهداشتی برای کسب‌وکارها اعتراض کرد و اظهار داشت که با هرگونه تلاشی برای کاهش بودجه مراقبت‌های بهداشتی مخالفت خواهد کرد.
ناوروتسکی همچنین فهرستی از ۱۱ تعهد را امضا کرد، از جمله وعده‌هایی مبنی بر عدم افزایش سن بازنشستگی، حمایت از حمایت از کارگران، دفاع از حداقل دستمزدها، حفظ ممنوعیت فعالیت‌های تجاری در روز یکشنبه، ترویج میهن‌پرستی اقتصادی و افزایش بودجه خدمات بهداشت عمومی و کشاورزی. بر اساس این تعهدات، او توسط اتحادیه کارگری همبستگی لهستان تأیید شد.
ناوروتسکی از مالیات‌های اضافی بر «غول‌های دیجیتال که به صورت آنلاین فعالیت می‌کنند و کاربران لهستانی را هدف قرار می‌دهند» و گسترش مسکن اجتماعی حمایت می‌کند.
او استدلال می‌کند که کشور لهستان باید به «حاکمیت کامل انرژی» دست یابد. او از انرژی هسته‌ای حمایت می‌کند و آن را «امن‌ترین و پایدارترین انرژی» توصیف می‌کند. او همچنین از توافق سبز اروپا انتقاد کرد و اظهار داشت که اگرچه از حفاظت از محیط زیست حمایت می‌کند، اما با «جنون اقلیمی به قیمت خانه‌ها، کارگران و کارآفرینان لهستانی» مخالف است. ناوروتسکی همچنین معتقد است که لهستان باید امنیت غذایی خود را تضمین کند و به «حاکمیت حومه لهستان» احترام بگذارد؛ او لهستان روستایی را «تکیه‌گاه اصلی فرهنگ، سنت‌ها و ارزش‌های اجتماعی لهستان» توصیف کرده است. او آرزو دارد سیاست‌های جدیدی را اجرا کند که با «رقابت ناعادلانه» در اقتصاد لهستان مبارزه کند.

### سیاست خارجی
کارول ناوروتسکی با فدرالی شدن اتحادیه اروپا مخالف است و بر لزوم حفظ هویت ملی کشور لهستان در اتحادیه اروپا تأکید می‌کند و می‌افزاید: «لهستان به یک دولت متمرکز متشکل از شهروندان اتحادیه اروپا با اصالت لهستانی نیاز ندارد.»
او پیش از این تلاش‌ها برای کم‌اهمیت جلوه دادن قتل‌عام لهستانی‌ها در ولهینیا و گالیسیای شرقی در سال‌های ۱۹۴۳ – ۱۹۴۵ به منظور بهبود روابط لهستان و اوکراین را محکوم کرده بود. ناوروتسکی با عضویت اوکراین در ناتو یا اتحادیه اروپا تا زمانی که اوکراین مسئولیت نسل‌کشی لهستانی‌ها در ولهینیا را نپذیرد، مخالف است.
او از پایان دادن به جنگ روسیه و اوکراین از طریق یک توافق صلح حمایت می‌کند، اما معتقد است که موضوع واگذاری اراضی باید توسط جامعه اروپایی و همچنین خود اوکراین تصمیم گرفته شود. او خواستار پرداخت غرامت جنگ جهانی دوم از آلمان به لهستان شد و اظهار داشت که این غرامت‌ها برای اثبات نیات صلح‌آمیز آلمان نسبت به لهستان ضروری است. او همچنین به شدت با فدراسیون روسیه مخالف است و اظهار داشته است که «روسیه از اساس امپریالیستی است، چه ترور سفید، چه ترور سرخ یا ترور مدرن.»

## افتخارات و جوایز

### لهستان
- صلیب برنزی لیاقت (۴ نوامبر ۲۰۱۶)[۳۹]
- صلیب نقره‌ای لیاقت (۱۹ اکتبر ۲۰۲۱)[۴۰]